# Karl Eckert (Politiker, 1895)
Karl Eckert (* 7. März 1895 in Pyritz; † nach 1937) war ein deutscher Theologe und Politiker (NSDAP).
Eckert besuchte das Humanistische Gymnasium, wurde dann zum Militärdienst eingezogen und nahm von 1914 bis 1918 als Soldat des Reserve-Feldartillerie-Regiments Nr. 45 am Ersten Weltkrieg teil. Er wurde an der Westfront eingesetzt, 1916 zum Offizier befördert und im gleichen Jahr schwer verwundet. Während des Krieges wurde er mit dem Eisernen Kreuz I. und II. Klasse sowie mit dem Verwundetenabzeichen (Schwarze Ausführung) ausgezeichnet. 1919 schied er aus dem Militärdienst aus und begann ein Studium der Theologie. Seit 1923 war er als evangelischer Landpfarrer in Schwachenwalde im Kreis Arnswalde tätig. Darüber hinaus fungierte er als Fraktionsführer der Deutschen Christen auf der Nationalsynode in Weimar. 1935 erfolgte seine Ernennung zum Oberkonsistorialrat.
Eckert trat zum 1. Dezember 1929 in die NSDAP ein (Mitgliedsnummer 174.423), wurde Kreisleiter der Partei in Arnswalde und war Gaupropagandaleiter für die Mark Brandenburg. 1932 wurde er in den Preußischen Landtag gewählt, dem er bis zu dessen Auflösung im Oktober 1933 angehörte.
1935 war er stellvertretender Landrat in Rathenow und 1937 NSDAP-Kreisleiter in Rathenow und in diesen Funktionen seit 1935 Preußischen Provinzialrat in den Provinzen Brandenburg und Grenzmark Posen-Westpreußen.